# Іпуть (станція)
І́путь (біл. І́пуць) — проміжна залізнична станція Гомельського відділення Білоруської залізниці на обхідній лінії Гомельського залізничного вузла на дільниці Березки — Костюківка між роз'їздом Березки та зупинним пунктом Романовичі. Розташована у місті Гомель, на березі однойменної річки Іпуть.
На території станції розташована «Колійна машинна станція № 116».
Поруч зі станцією проходить автошлях Гомель — Добруш — державний кордон з Росією.

## Історія
9 березня 2007 року на станції Іпуть почався процес установки першого білоруського зразка мікропроцесорної централізації (МПЦ) «Іпуть». 3 травня був закінчений монтаж і проведені випробування силами Гомельського відділення Білоруської залізниці. Попередньою датою пуску системи у дослідну експлуатацію була визначена 15 травня,  але фактично введення в експлуатацію відбулося 17 липня 2007 року.
Встановлена МПЦ створена із залученням тільки білоруських розробників. Розробка здійснювалася у лабораторії «Безпека електромагнітної сумісності технічних засобів» (БілДУТ) за участю Науково-дослідного інституту залізничного транспорту БІлДУТа, Конструкторсько-технічного центру Білоруської залізниці і Берестейського електротехнічного заводу. З 2011 року МПЦ «Іпуть» знаходиться у постійній експлуатації. МПЦ «Іпуть» є першою МПЦ даного типу та першою централізацією на мікропроцесорній елементній базі в Білорусі.

## Пасажирське сполучення
Приміський рух здійснюється поїздами міських ліній за кільцевим маршрутом Гомель-Пасажирський — Гомель-Непарний — Сож — Іпуть — Новобілицька — Гомель-Пасажирський.